# ناحیه پماگاتشل
ناحیه پماگاتشل (به لاتین: Pemagatshel District) یک ناحیه در بوتان است. ناحیه پماگاتشل ۱٬۰۳۰ کیلومتر مربع مساحت و ۲۳٬۶۳۲ نفر جمعیت دارد.